# Блумерс, Хенк
Хенк Блумерс (17 сентября 1945, Эйндховен, Северный Брабант — 26 января 2015, Эйндховен, Северный Брабант) — нидерландский футболист, защитник.

## Биография
Всю футбольную карьеру провёл в составе «Эйндховена», начал выступления в клубе в 1964 году и сыграл последний матч в 1984 году против «Твенте» (поражение 1:7). Продолжить карьеру бессменному в течение 20 сезонов защитнику «Эйндховена» помешала травма. Несмотря на продолжительную карьеру, в высшем дивизионе Блумерсу удалось провести лишь два сезона.
В 2006 году именем Блумерса была названа одна из трибун клубного стадиона, а в 2012 году ему было присвоено звание почётного члена клуба.
Хенк Блумерс умер 26 января 2015 года в родном городе в возрасте 69 лет.